# Ermelino Matarazzo
Ermelino Matarazzo (Sorocaba, 1 de marzo de 1883 - Bruzolo, 25 de enero de 1920) fue un empresario brasileño, tercero de los trece hijos de Francisco Matarazzo y el elegido para sucederle. Sustituyó a su padre al frente de las empresas durante la Primera Guerra Mundial.

## Biografía
Según Ronaldo Costa Couto, Ermelino era ampliamente aceptado por su familia como el sucesor natural del empresario fundador del Imperio Matarazzo. Durante la Primera Guerra Mundial, mientras su padre permanecía en Italia gestionando el suministro de alimentos y el control en la región de Nápoles, Ermelino dirigió la comisión creada en Brasil para recaudar contribuciones al esfuerzo bélico italiano. En sus cuatro años al frente del Grupo Matarazzo, la facturación casi se duplicó, aprovechando la coyuntura económica para mantener su continuo crecimiento y optimizar los resultados. Para Assis Chateaubriand, era una gran esperanza para la industria brasileña.
Murió en un accidente de coche mientras estaba de vacaciones en Bruzolo, cerca de Turín, el 25 de enero de 1920. Soltero, no dejó hijos. A su muerte, Francisco Matarazzo eligió como sucesor a su penúltimo hijo, Francisco Matarazzo Júnior, lo que generó mucha resistencia en la familia.
En 1926, se inauguró en su honor la Estación Ferroviaria Comendador Ermelino Matarazzo, ubicada en la zona que pasó a ser el distrito nombrado en su honor.. En Sorocaba, una de las principales calles de la región de Além-Linha fue bautizada con su nombre y la grafía "Hermelino Matarazzo".